# Jack Champion
Pour les articles homonymes, voir Champion (homonymie).
Jack Champion est un acteur américain, né le 16 novembre 2004 aux États-Unis.
Il se fait connaitre en 2022 avec le rôle de Spider, un humain vivant sur Pandora, dans la série de films Avatar, qu'il interprète pour la première fois dans La Voie de l'eau.

## Biographie
Jack Champion commence sa carrière en 2015 avec un petit rôle dans la série documentaire American Genius. En 2017, il remporte le rôle de Spider, un adolescent humain vivant sur Pandora, dans le film Avatar : La Voie de l'eau et ses suites. Il signe pour le rôle alors qu'il est âgé de douze ans pour une production sur cinq ans. Pour les films Avatar, Champion a du tourner ses scènes deux fois, dans un premier temps via capture de mouvement, puis en prise de vues réelles en Nouvelle-Zélande, étant l'un des personnages humain du film. Il a également effectué un entrainement intensif avec un coach sportif pour maintenir sa forme physique et s'est également entrainé pour les scènes sous l'eau. Lors du tournage de La Voie de l'eau, Champion a également tourné des scènes pour le troisième et le quatrième volet de la franchise.
En 2023, il est à l'affiche de Scream 6, le sixième volet de la franchise du même titre.

## Filmographie

### Cinéma
- 2015 : Divergente 2 : L'Insurrection (The Divergent Series: Insurgent) de Robert Schwentke : un enfant (non crédité)
- 2016 : Where Are You, Bobby Browning? de Marc A. Hutchins : Bobby Browning jeune
- 2017 : Extraordinary de Scotty Curlee : Dave jeune
- 2017 : Message in a Bottle de Rhonda Parker : Timmy Goodman
- 2018 : The Night Sitter d'Abiel Bruhn et John Rocco : Kevin
- 2019 : Avengers: Endgame d'Anthony et Joe Russo : l'enfant à vélo
- 2022 : Avatar : La Voie de l'eau (Avatar: The Way of Water) de James Cameron : Miles « Spider » Socorro
- 2023 : Scream 6 de Matt Bettinelli-Olpin et Tyler Gillett : Ethan Landry
- 2023 : Retribution de Nimród Antal : Zach Turner
- 2024 : Freaky Tales d'Anna Boden et Ryan Fleck : Lucid

#### Prochainement
- 2025 : Avatar 3 (Avatar: Fire and Ash) de James Cameron : Miles « Spider » Socorro
- 2029 : Avatar 4 de James Cameron : Miles « Spider » Socorro

### Télévision
- 2015 : American Genius : un enfant (saison 1, épisode 3)
- 2015 : Under the Dome : Aiden Tilden (saison 3, épisode 3)
- 2015 : Le Mal en héritage (Evil Kin) : John Reese jeune (saison 3, épisode 2)
- 2015-2016 : Legends & Lies : Jesse James, Jr (saison 1, épisode 1) / un garçon (saison 2, épisode 1)
- 2017 : Gone : Chris Hale (saison 1, épisode 4)